# Канун Дня Всех Святых
«Кану́н Дня Всех Святы́х» (англ. All Hallows’ Eve) — американский фильм-антология в жанре ужасов, поставленный Дэмиеном Леоне и выпущенный им в 2013 году. Представляет собой цикл короткометражных фильмов, объединённых общей сюжетной линией. Картина рассказывает о том, как двое детей и их няня в ночь Хэллоуина обнаруживают в мешке со сладостями безымянную видеокассету, на которой записаны несколько короткометражек, в каждой из которых фигурирует клоун-убийца по имени Арт. Главные роли исполнили Кэти Магуайр, Кэтрин Каллахан, Мари Мэйсер и Кайла Лиан. Клоуна Арта сыграл Майк Джаннелли. Антология содержит кадры из короткометражных фильмов «Девятый круг» (2008) и «Несущий ужас» (2011), которые также режиссировал Леоне.
«Канун Дня Всех Святых» был выпущен непосредственно на видео компанией RLJ Entertainment 29 октября 2013 года и получил неоднозначные оценки от прессы. В 2015, 2023 и 2024 годах вышли самостоятельные сиквелы-антологии «Канун Дня Всех Святых 2», «Канун Дня Всех Святых: Обманщик» и «Канун Дня Всех Святых: Инферно», содержащие произведения от разных режиссёров. Сам клоун Арт впоследствии обзавёлся сольной франшизой, в которую вошли фильмы «Ужасающий» (2016), «Ужасающий 2» (2022) и «Ужасающий 3» (2024); вся серия «Ужасающий» была создана Дэмиеном Леоне.

## Сюжет
В ночь на Хэллоуин, после похода за конфетами, дети Тиа и Тимми с удивлением находят в своём пакете с угощениями немаркированную видеокассету. Включив её вместе с няней Сарой, они видят три короткометражные истории с участием клоуна-убийцы по имени Арт.

### «Девятый круг»
Первый сегмент повествует о девушке по имени Кейси, ожидающей поезда на безлюдной станции. В один момент на неё нападает Арт и лишает её сознания, после чего похищает. Очнувшись, она обнаруживает себя скованной в помещении с двумя другими женщинами, Кристен и Сарой. Когда Сару утаскивают, Кейси и Кристен следуют за ней, чтобы узнать, куда ведут их оковы. Добравшись до конца цепей, Кейси пытается разбить их большим камнем. Внезапно появляется обезображенное человекоподобное существо, которое расчленяет Кристен с помощью тесака и невольно освобождает Кейси, разрубив её цепи. Она убегает и сталкивается с мужчиной, который катит тележку. Кейси умоляет его о помощи, но тот хватает её, и вскоре она оказывается связанной и окружённой ковеном ведьм в капюшонах. После того как ведьмы извлекают ребёнка из утробы удерживаемой беременной женщины, Кейси насилует Сатана.
Сара отправляет Тию и Тимми спать и продолжает смотреть кассету в одиночестве.

### «Что-то в темноте»
Второй сегмент рассказывает о девушке Кэролайн, которая только что переехала в загородный дом. Ночью рядом с домом падает яркий объект, из-за чего отключается электричество. Телефон и машина Кэролайн перестают работать, и она начинает подозревать, что в её дом кто-то проник. Неожиданно ей звонит её муж Джон, художник, но связь вскоре обрывается. Кэролайн обнаруживает в доме инопланетянина, и, сумев дезориентировать его, прячется в маленькой комнатке под лестницей. Там её телефон снова звонит, выдавая пришельцу её местоположение. Пока инопланетянин пытается утащить Кэролайн, она, сопротивляясь, срывает полотно с одной из картин Джона, на которой обнаруживает портрет клоуна Арта.

### «Несущий ужас»
В третьем сегменте художница по костюмам едет по безлюдной дороге. Остановившись на заправке, она замечает, что работник яростно прогоняет Арта, который измазал фекалиями стены туалета. Мужчина заправляет её бак и помогает разобраться в местности, как вдруг слышит шум, доносящийся из здания заправки. Не дождавшись возвращения работника, художница входит в здание и видит, как Арт расчленяет его тело ножовкой. Девушка бросается к машине, но Арт появляется прямо за её сиденьем и набрасывает на неё целлофан. Она резко тормозит и убегает, забаррикадировавшись в большом сарае. Арт проникает туда и избивает её самодельным кнутом. Художница наносит Арту удар скальпелем в глаз и ножом в спину, после чего снова убегает. На дороге её подбирает мужчина, который пытается отвезти её в ближайший полицейский участок. Арт догоняет их на машине и убивает мужчину из пистолета, в результате чего их автомобиль разбивается. Через некоторое время художница по костюмам приходит в сознание на грязном операционном столе и обнаруживает, что Арт ампутировал ей конечности и грудь и вырезал на её теле женоненавистнические выражения.

### Концовка
Поражённая увиденным Сара выключает телевизор. В этот момент раздаётся звонок домашнего телефона, и, ответив на него, она слышит мольбу о помощи от художницы по костюмам из третьего сегмента. Телевизор снова включается, и на экране появляется мрачная комната. В кадр входит Арт, подходит к Саре изнутри экрана и начинает стучать по стеклу. Затем Сара видит на себя на телеэкране, а позади себя — Арта. В панике она вынимает кассету из видеомагнитофона и разбивает её об пол. После этого она слышит крики Тии и Тимми. Сара бежит наверх и перед дверью в их комнату видит окровавленного Арта, который смеётся над ней и радостно жестикулирует, приглашая войти. Сара в ужасе закрывает глаза, а когда через несколько секунд открывает их, Арт уже исчез. Войдя в комнату, Сара обнаруживает отрубленные головы Тии и Тимми и надпись «ART» («Арт»), оставленную кровью на стене.

## В ролях
| Актёр               | Роль                             |
| ------------------- | -------------------------------- |
| Кэти Магуайр        | Сара                             |
| Кэтрин Каллахан     | Кэролайн                         |
| Мари Мэйсер         | художница по костюмам            |
| Кайла Лиан          | Кейси                            |
| Майк Джаннелли      | клоун Арт / демон                |
| Сидни Фрейхофер     | Тиа                              |
| Коул Мэттьюсон      | Тимми                            |
| Брэндон Деспейн     | инопланетянин                    |
| Майкл Хмель         | работник заправки / Джон (голос) |
| Марисса Вульф       | Кристен                          |
| Минна Тейлор        | Сара                             |
| Дэниел Родас        | человек в машине                 |
| Кристин Евангелиста | пугало                           |
| Анна Малиер         | беременная девушка               |
| Эрик Диез           | Сатана                           |

## Создание
В мои планы не входило создание фильма-антологии. […] Это просто был повод выпустить «Несущего ужас» на DVD и превратить его в полнометражный фильм, чтобы как можно больше людей познакомились с клоуном Артом и, надеюсь, пополнили число его поклонников.
Оригинальный текст (англ.)My intention wasn’t to make an anthology film. […] This was just a reason to get 'Terrifier' onto DVD and whip it into a feature just to get it out there to get more people familiar with Art the Clown and hopefully get a little bit more of a fanbase.
Дэмиен Леоне о формате картины
Клоун Арт впервые появился в короткометражном фильме «Девятый круг», созданном режиссёром и сценаристом Дэмиеном Леоне. Короткометражка была снята на 35-миллиметровую плёнку в 2006 году и представлена на кинофестивале Backseat Film Festival в 2008-м. После этого Леоне снял ещё одну короткометражку с участием Арта — «Несущий ужас», которая вышла в 2011 году. Продюсер Джесси Баже, посмотрев «Несущий ужас» на YouTube, предложил Леоне включить его в антологию, состоящую из короткометражек от разных режиссёров. Однако режиссёр убедил Баже позволить ему снять весь фильм самостоятельно, используя две свои короткометражки и добавив новый материал. Продюсер согласился, и в результате получился фильм «Канун Дня Всех Святых».
«Девятый круг», дополненный кадрами, не вошедшими в первоначальную версию короткометражного фильма, является первым сегментом «Кануна Дня Всех Святых», а «Несущий ужас» — третьим. Касательно второго сегмента фильма, Леоне отметил: «Многие интересуются, почему мы не сделали ещё одну историю про клоуна Арта. Мне показалось, что если бы я добавил ещё 15—20 минут, где он кого-то убивает, это могло бы испортить впечатление от „Несущего ужас“». Изначально режиссёр планировал создать образ инопланетянина во втором сегменте с использованием роботизированной куклы. Однако из-за нехватки времени и бюджета его изобразил актёр Брэндон Деспейн, который облачился в специальный костюм.

## Релиз
«Канун Дня Всех Святых» был издан на DVD и в цифровом формате компанией RLJ Entertainment 29 октября 2013 года. 9 сентября 2014 года фильм стал доступен на Blu-ray в комплекте с кинолентой «Чудовищная ночь» 2013 года. Компания RLJE переиздала картину на DVD 13 сентября 2016 года в качестве дополнения к фильму «Канун Дня Всех Святых 2» 2015 года. В августе 2019 года «Канун Дня Всех Святых» получил релиз на отдельном Blu-ray-диске. В сентябре 2024 года RLJE выпустила фильм на видеокассетах.

## Отзывы
Род Лотт из Oklahoma Gazette писал: «Чего не хватает в „Кануне Дня Всех Святых“, сценарист/режиссёр/монтажёр/гримёр Дэмиен Леоне компенсирует чистой страстью. Видно, что этот парень искренне любит атмосферу праздника, и это проявляется в его жуткой трилогии, которая имеет все шансы стать малоизвестным культовым хитом». Обозреватель Ain’t It Cool News высоко оценил образ клоуна Арта, однако раскритиковал «шаблонную» историю, заметив, что можно «только представить, что чувство страха было бы умножено в геометрической прогрессии, если бы создатели фильма потратили столько же времени на сюжет, сколько на придумывание жуткого монстра».
По мнению Мадлен Кестнер, обозревательницы из журнала Fangoria, первый сегмент «не имеет абсолютно никакого смысла», второй — «вопиюще неинтересен», в то время как третий — «безусловно, лучший». Кроме того, она выразила восхищение качеством спецэффектов и дизайном персонажей, отмечая, что «в этом фильме определённо есть что-то жуткое». Брэд Макхарг из Dread Central оценил антологию на 3,5 из 5 и сделал вывод, что Арту «суждено стать иконой ужасов». На основании этого он резюмировал: «При всех недостатках […] „Канун Дня Всех Святых“ являет собой огромный талант как перед камерой, так и за ней. […] хотя это и не идеальный фильм, он открывает многообещающее будущее для Леоне и, если повезёт, для клоуна Арта». Для Адриана Халена из HorrorNews.net «Канун Дня Всех Святых» стал одним из самых страшных фильмов года. Рецензент заметил, что картина «выходит за рамки собственной декорации, играя на страхах зрителей и чувстве кошмарного реализма».
Том Беккер, обозреватель DVD Verdict, написал о фильме отрицательный отзыв, отметив, что сценарий является слабым, актёрская игра — неубедительной, а спецэффекты — вычурными. Беккер добавил, что лента «не плохая, а просто не очень удачная и не запоминающаяся […] Стоит посмотреть, если у вас нет доступа к кабельному телевидению и вы исчерпали лимиты сервисов Netflix и Redbox». Феликс Васкес-младший из Cinema Crazed назвал «Канун Дня Всех Святых» «бессмысленным экспериментом с форматом антологии, где нет ни одной по-настоящему выдающейся истории или актёрской игры. Даже с клоуном Дженериком, выступающим в качестве фундамента для всех историй, инди-антология ужасов Дэмиена Леоне получилась очень тусклой и скучной».

## Сиквелы и спин-оффы
«Канун Дня Всех Святых 2» — это антология, созданная компанией Ruthless Pictures и продюсером/режиссёром Джесси Баже. В фильме девять новелл, и у каждой из них свой режиссёр. Картина стала доступна для просмотра на VOD и в цифровом формате с 6 октября 2015 года; 2 февраля 2016 года состоялся релиз фильма на DVD. В 2023 и 2024 годах вышли два сиквела: «Канун Дня Всех Святых: Обманщик» и «Канун Дня Всех Святых: Инферно».
В 2016 году Дэмиеном Леоне был выпущен полнометражный фильм «Ужасающий» — спин-офф о клоуне Арте. В 2022 году вышел сиквел под названием «Ужасающий 2», а в 2024 году — триквел «Ужасающий 3».